# Contea di Feixi
La contea di Feixi (肥西县S, Féixī XiànP) è una contea della Cina, situata nella provincia dell'Anhui.